# Parafia św. Piusa X Papieża i św. Marii Goretti w Kędzierzynie-Koźlu
Parafia Świętego Piusa X Papieża i Świętej Marii Goretti w Kędzierzynie-Koźlu – parafia rzymskokatolicka należąca do dekanatu Kędzierzyn diecezji opolskiej w metropolii katowickiej, która została erygowana w 1980. Kościół parafialny wybudowany w latach 1982–1993 mieści się przy ulicy Przyjaźni 69, w dzielnicy Blachownia, będącej częścią Kędzierzyna-Koźla.

## Duszpasterze
- ks. Jerzy Józef Pawlik – proboszcz
- ks. Krzysztof Gbur – rezydent[2]

| Lista proboszczów parafii św. Piusa X Papieża i św. Marii Goretti w Kędzierzynie-Koźlu |                        |
| Okres                                                                                  | Proboszcz              |
| 1980–1981                                                                              | ks. Jerzy Kopton       |
| 1981–2006                                                                              | ks. Józef Stryczek     |
| 2006–                                                                                  | ks. Jerzy Józef Pawlik |

## Historia parafii
Początkowo mieszkańcy Blachowni Śląskiej należeli do sąsiedniej parafii św. Katarzyny Aleksandryjskiej w Sławięcicach. Starania o utworzenie w Blachowni Śl. samodzielnej parafii zainicjowano dopiero po II wojnie światowej. W 1952 poczyniono bezskuteczne próby, aby drewniany kościół z Polskiej Nowej Wsi został przeniesiony do Blachowni Śl., kierując w listopadzie 1953 list do Rady Państwa w tej sprawie. Od 1956 w opustoszałym baraku na terenie Blachowni Śl., przy dzisiejszej ul. Szkolnej zaczęły być odprawiane msze święte, a od 1958 został on zaadaptowany na tymczasowy kościół. 23 października 1960 kościół został poświęcony przez biskupa Wacława Wyciska, a patronami zostali św. Pius X i św. Maria Goretti. 
Erygowania nowej parafii, wyodrębnionej z parafii Sławięcice dokonał 13 czerwca 1980  ordynariusz diecezji opolskiej bp Alfons Nossol, aktem erekcyjnym z 29 czerwca 1980, mianując ks. Jerzego Koptona pierwszym proboszczem parafii. 25 maja 1982 parafia otrzymała pozwolenie na budowę nowego kościoła, a 6 czerwca tegoż roku nastąpiło poświęcenie przez biskupa Antoniego Adamiuka terenu pod nowy kościół. Konsekracji kościoła według projektu arch. Barbary Ćwieczkowskiej dokonał 3 października 1993 biskup Alfons Nossol.  Ponadto na terytorium parafii znajdują się dwie kaplice w Lenartowicach przy ulicy Nowowiejskiej i św. Jana Nepomucena przy ulicy Nałkowskiej. Parafia liczy około 3400 wiernych . 

## Grupy parafialne
- Duszpasterstwo młodzieży
- Dzieci Maryi
- Parafialny zespół muzyczny
- Służba Liturgiczna
- Wspólnota Żywego Różańca
- Zespół Charytatywny Caritas

## Gazetka parafialna
Parafia wydaje gazetkę o nazwie „Nasza Wspólnota” jako czterostronicowy dwutygodnik (formatu A5), w którym znajdują się m.in. informacje o porządku nabożeństw i mszy świętych wraz z poleconymi intencjami oraz pozostałe informacje parafialne.

## Zasięg parafii
- Kędzierzyn-Koźle
  - dzielnica Blachownia, ulice: Boczna, Broniewskiego, 1 Czerwca, Energetyków, Hłaski, Ludowa, Makuszyńskiego, Naftowa, Niepodległości, Owocowa, Pod Dębami, Przyjaźni, Reymonta, Stara Droga, Stara Śluza, Strzelecka, Szkolna, Tuwima, Wyzwolenia, Zwycięstwa
  - dzielnica Lenartowice, ulice: Modrzejewskiej, Nałkowskiej, Nowowiejska, Połanieckich, Przybory, Różańskiego, Tołstoja, Wyczółkowskiego